# Neon kovblyuki
Neon kovblyuki är en spindelart som beskrevs av Dmitri Viktorovich Logunov 2004. Neon kovblyuki ingår i släktet Neon och familjen hoppspindlar. Inga underarter finns listade i Catalogue of Life.